# 嘉興直隸州

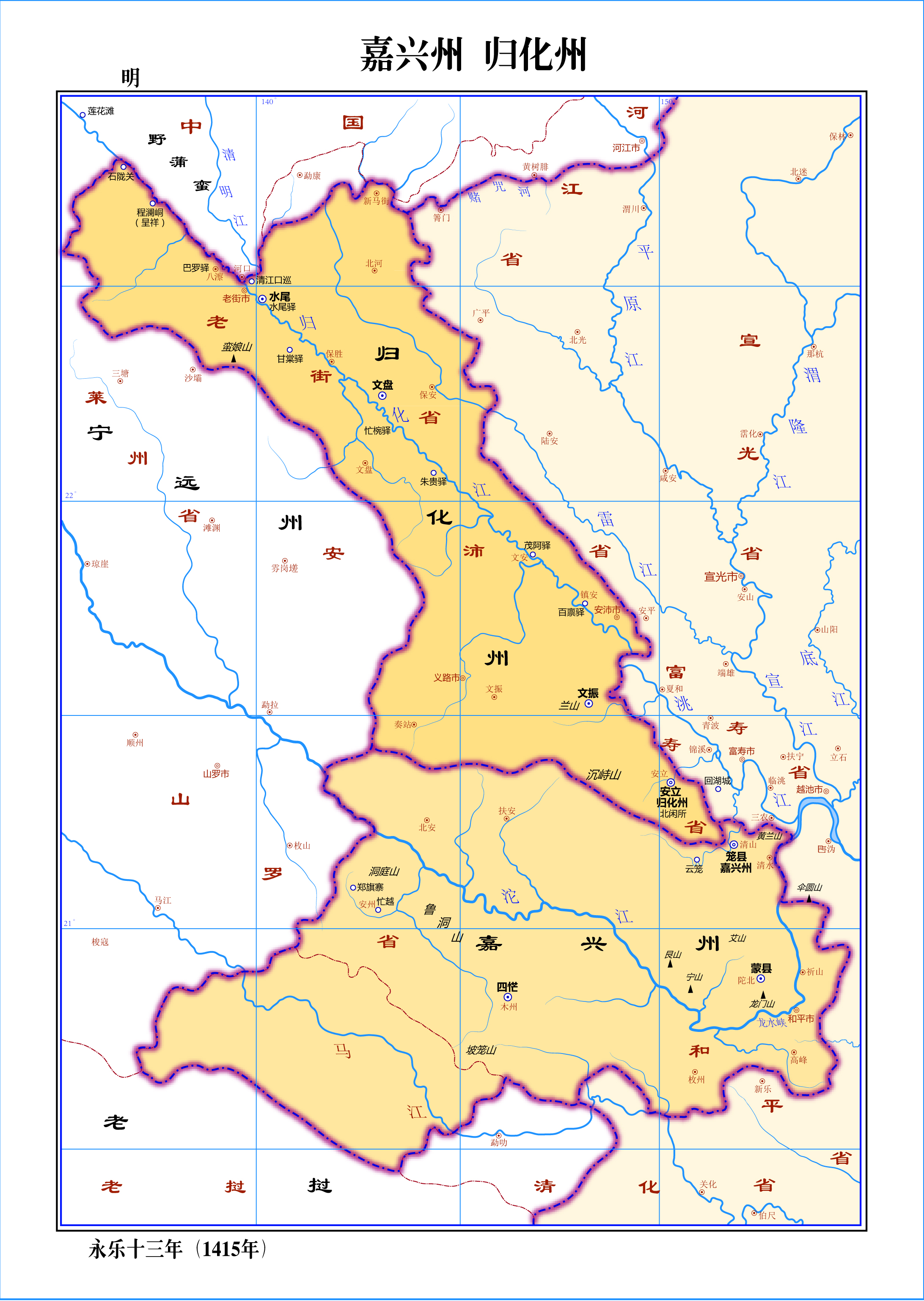
明代交阯承宣布政使司嘉興直隸州

嘉興直隸州，是明代交阯承宣布政使司下轄的一個直隸州，領籠縣、蒙縣、四忙縣三個縣。
州治可能在今越南永富省和山蘿省

## 沿革
- 永樂五年（1407年）六月癸未置[3]。
- 永樂六年春正月戊辰，設交趾嘉興鎮金場局[4]。
- 永樂七年九月乙酉，以交阯嘉興鎮金場局隸嘉興州[5]。
- 永樂十四年(1416年)五月丙午，設嘉興州醫學、僧正司[6]。
- 永樂十七年三月癸亥，設嘉興州儒學[7]。
- 永樂十七年秋九月丙辰，省蒙縣、籠縣入嘉興州[8]。